# Mitsuko Baishō
Mitsuko Baishō (倍賞 美津子 Baishō Mitsuko?,  Prefectura de Ibaraki, Japón, 22 de noviembre de 1946) es una actriz japonesa. Baishō es mayormente conocida por sus papeles en numerosas películas del director Shōhei Imamura, desde 1979 hasta la película final de Imamura en 2002. También ha aparecido en películas de Akira Kurosawa. Ha ganado el premio a mejor actriz en la décima edición de los Hochi Film Award por Love Letter y Ikiteru Uchi ga Hana nano yo Shindara Sore hizo yo to Sengen, así como también el premio a mejor actriz de reparto en su octava edición por el filme The Geisha y en el 22mo edición por Tokyo Lullaby.

## Biografía
Baishō nació el 22 de noviembre de 1946 en la prefectura de Ibaraki, Japón. Tiene una hermana mayor por cinco años, Chieko, quien también es actriz.
Desde 1971 a 1987 estuvo casada con el luchador de lucha libre Antonio Inoki, con quien tuvo una hija, Hiroko.

## Filmografía
- La anguila (1997)
- Los sueños de Akira Kurosawa (1990)